# Parlamentarische Versammlung von Bosnien und Herzegowina
Die Parlamentarische Versammlung von Bosnien und Herzegowina (serbisch, bosnisch, kroatisch: Parlamentarna skupština Bosne i Hercegovine oder Парламентарна скупштина Босне и Херцеговине) ist das Zweikammerparlament von Bosnien und Herzegowina, das aus dem Abgeordnetenhaus und dem Haus der Völker besteht.
Die gemeinsame Regierung und eine gemeinsame Parlamentarische Versammlung für den Gesamtstaat von Bosnien und Herzegowina steht neben den Regierungen und Parlamenten der beiden Entitäten.  Das Abgeordnetenhaus besteht aus 42 Abgeordneten, welche alle vier Jahre gewählt werden. Davon kommen 28 Abgeordnete aus der Föderation Bosnien und Herzegowina (FBiH) und 14 Abgeordnete aus der Republika Srpska (RS). Das Haus der Völker hat 15 Sitzen für den Gesamtstaat. Die drei Volksgruppen haben je einen Vertreter in einem dreiköpfigen Staatspräsidium.